# James Van Fleet
James Alward Van Fleet (Fort Lee, 19 maart 1892 - Polk City, 23 september 1992) was een Amerikaans officier tijdens de Eerste- en Tweede Wereldoorlog en de Koreaanse Oorlog. Hij bereikte de rang van generaal.

## Levensloop
In 1912 ging Van Fleet naar West Point, de bekendste militaire academie van de Verenigde Staten. Van Fleet speelde in zijn jaren aan West Point football voor de school. Hij studeerde af in 1915 als student van "The class the stars fell on", waarvan 36% een generaalsrang zou halen. Zijn bekendste klasgenoten waren Omar Bradley en Dwight Eisenhower. Hij zou vervolgens als tweede luitenant dienen in de Eerste Wereldoorlog als bataljonscommandant in het American Expeditionary Forces, onder leiding van generaal John Pershing.
Na de oorlog, inmiddels was hij majoor, werd hij de leidinggevende van het Reserve Officers' Training Corps (ROTC) aan de Universiteit van Florida. In deze periode nam hij ook de functie van coach aan voor het footballteam van de universiteit ("Florida Gators") en zou voor zijn prestaties worden opgenomen in de Florida Sports Hall of Fame.
Als bevelhebber (kolonel) van het 8e Infanterie Regiment nam hij deel aan Operatie Overlord, zijn regiment ging aan land bij Utah Beach. Hij werd beschouwd als een buitengewoon goede commandant en Dwight Eisenhower droeg hem voor voor promotie tot brigadegeneraal. Hij zou vervolgens het bevel voeren over de 4e- en 90e Infanteriedivisie, onder George Patton. Hij zou ook leidinggeven aan het ontzet van Bastenaken tijdens de Slag om de Ardennen. In maart 1945 kreeg hij eigenhandig het bevel over het 3e Legerkorps.
Na het einde van de Tweede Wereldoorlog werd Van Fleet commandant van de Amerikaanse troepen in de Griekse Burgeroorlog. In 1951 nam hij het commando over het Amerikaanse 8e Leger in Korea over van Matthew Ridgway, die opperbevelhebber (Chief of Staff of the United States Army) werd. Voor deze positie werd hij gepromoveerd naar viersterren-generaal. Zijn troepen wisten de Noord-Koreaanse en Chinese soldaten naar het noorden te drijven en stopten pas toen de vredesonderhandelingen begonnen. Tijdens de Koreaanse Oorlog sneuvelde zijn enige zoon, kapitein James A. van Fleet jr., piloot van een Douglas A-26 Invader bommenwerper.
In 1953 beëindigde hij zijn militaire loopbaan. President Truman noemde hem de grootste generaal die de VS ooit hebben gehad. Hij behaalde tijdens zijn loopbaan verschillende onderscheidingen, waaronder driemaal het Distinguished Service Cross, de op één-na-hoogste onderscheiding in de Amerikaanse landmacht.
Van Fleet was tot het moment van zijn overlijden de oudst-levende Amerikaanse generaal. Hij overleed in 1992 op 100-jarige leeftijd. In 1998 werd hij opgenomen in een lijst van de 50 belangrijkste Floridianen van de 20e eeuw.